# Les Cèdres
Les Cèdres en francés (Los Cedros), es un jardín botánico francés situado en la península de Saint-Jean-Cap-Ferrat (Alpes Marítimos). 
Este es una institución privada establecida en un parque de 14 hectáreas al borde de la bahía de Villefranche. 
El código de reconocimiento internacional de Les Cèdres como miembro del "Botanic Gardens Conservation Internacional" (BGCI), así como las siglas de su herbario es CED.

## Localización
Les Cèdres Villefranche-sur-Mer, Saint-Jean-Cap-Ferrat, Département de Alpes-Maritimes, Provence-Alpes-Côte d'Azur, France-Francia.
Planos y vistas satelitales.43°44′29.76″N 7°19′34.32″E / 43.7416000, 7.3262000
Está abierto a diario excepto los martes, se paga una tarifa de entrada.

## Historia
La mansión de Les Cèdres se construyó en 1830 en el estilo sardo. 
En 1850, es adquirida por el alcalde de Villefranche-sur-Mer David Desear Pollonais. De esta época datan las primeras plantaciones de especies exóticas incluidas las araucarias. 
En 1904, se convierte en la propiedad del rey de los Belgas, Léopold II. A su muerte en 1909, se convierte en una fundación del Gobierno belga y se instala un hospital durante la Primera Guerra Mundial. 
La propiedad la compró en 1924 Alexandre Marnier-Lapostolle, fundador de la sociedad de Grande Marnier. 
Su hijo, Julien, le sucede en 1928 e intensifican la introducción de plantas exóticas.
Desde 1976, el jardín es la propiedad de la sociedad de los productos Marnier-Lapostolle.

## Colecciones
Alberga más de 14.000 especies de plantas tropicales, las más frágiles se conservan en veinticinco invernaderos con temperaturas controladas.
Pasa por ser una de las mayores colecciones de plantas tropicales en Europa, con :
- Arboleda de plantas tropicales de selvas húmedas
- Colección de bambús
- Palmetum

Entre las especies que se incluyen, Euphorbia coerulescens, Myrtillocactus geometrizans, y especímenes de Aizoaceae, Aloe, Araceae, Amaryllidaceae, Bromeliaceae, Euphorbiaceae, Cactaceae, Calymmanthium, Crassulaceae, Liliaceae, y Palmae.